# 経済学批判要綱
『経済学批判要綱』（けいざいがくひはんようこう、独: Grundrisse der Kritik der politischen Ökonomie）は、カール・マルクスが1857年から1858年にかけて執筆した、経済学批判にかんする一連の未完の草稿のことである。執筆された時期から『1857-58年の経済学諸草稿』（独: Ökonomie Manuskripte 1857/58、1857-58年草稿）などとも呼ばれる。また、ドイツ語のタイトルから『グルントリッセ』（独: Grundrisse）と通称される。

## 概要

### マルクスによる草稿の執筆
マルクスは亡命生活を始めた1843年秋以来、経済学・哲学・革命論などの研究を行い、「パリ・ノート」9冊、「ブリュッセル・ノート」6冊、「マンチェスター・ノート」5冊などが残されている。1849年にロンドンに亡命してからは共産主義者同盟などで政治活動を行う傍ら、毎日のように大英博物館図書館へ通って研究を続け、1850年9月頃から1853年にかけて「ロンドン・ノート」24冊を書きためていた。1857年夏頃からマルクスは、経済恐慌と革命の到来を予想して研究をまとめ始め、実際に起こった1857年恐慌のなかで、1858年5月までにノート7冊に及ぶ草稿を一気に執筆した。なお、このノートはあくまでも草稿であり、公刊を意図して書かれたものではなかった。
この草稿は、「バスティアとケアリ」（独: Bastiat und Carey、1857年7月執筆）、「経済学批判要綱への序説」（序説、独: Einleitung、1857年8～9月執筆）、「経済学批判要綱」（本文、1857年10月～1858年5月執筆）およびその他の諸草稿からなる。その内容は、マルクスの亡命以来の「15年間の研究成果」であるとともに、それまでの広範で雑多な議論ではなく、経済学批判を軸として自らの研究を本格的にまとめたものであった。草稿は、生産・分配・交換、疎外、価値、労働、資本主義、技術と機械化の進展、資本主義以前の社会構成体、共産主義革命のための前提条件といった、マルクスの経済学・思想の重要な部分をカバーしている。
マルクスは本文の一部である「貨幣にかんする章」をもとにした原初稿（Urtext）を執筆し、さらにこれを改稿して、翌1859年に『経済学批判』を出版した。『経済学批判』の序言（Vorwort、「序説」とは異なる）で述べられる、資本・土地所有・賃労働・国家・外国貿易・世界市場の全6部からなる経済学批判の著述計画は、1857-58年の経済学草稿の執筆のなかで構想されたものである。その後、彼の研究の進展を受けてこの計画は変更され、1867年に『資本論』第1巻が出された。したがって、この草稿はマルクスが本格的にまとめた経済学研究の最初の成果であり、『経済学批判』を経て主著『資本論』へと至る彼の経済学研究の中心部分の構想を展開した最初の原稿と見なされる。他方で、『経済学批判』や『資本論』には反映されなかった議論もあり、この草稿の独自の価値も存在する。

### マルクス死後の出版と影響
マルクスの死後、ソビエト連邦において全連邦共産党（ボ）中央委員会付属マルクス＝エンゲルス＝レーニン研究所がこれらの諸草稿を「経済学批判要綱」と名付けて、1939年および1941年に2分冊として出版した。この2分冊は1953年に写真複製版・合本で東ドイツのディーツ出版社から出版され、巷間に知られることによりこの名前が定着する。それ以来、マルクスの初期の著作である「経済学・哲学草稿」（1843-45年、「パリ・ノート」の一部）・「ドイツ・イデオロギー」（1845-46年）・「共産党宣言」（1848年）と、主著である『資本論』（1867年）を媒介する文献として多くの研究・議論が行われている。
この草稿が学者・思想家に与えた影響は非常に大きい。フランスの哲学者のルイ・アルチュセールは草稿と『資本論』を比較するなかで、マルクスの諸著作を全体として首尾一貫したものとみなすのではなく、マルクスの思想に価値形態論の「断絶」を見出した。それはマルクス・レーニン主義を含む従来の様々なマルクス解釈を批判するものであった。また、イギリスの文化理論研究者のスチュアート・ホールは草稿の「序文」に特に注目し、いくつものゼミナールを持つとともに、論文「マルクスの理論ノート――「1857年の序文」を読む」（Stuart Hall, Marx’s Notes on Method: A ‘Reading’ of the ‘1857 Introduction’, Cultural Studies Vol.17 No.2, pp.113–149, 2003）へと結実するなど、カルチュラル・スタディーズにも大きな影響を与えた。この他、アントニオ・ネグリのように『資本論』よりも重要視する思想家も存在している。
「序説」については、この草稿の議論の見通しや方法が書かれているため、『経済学批判』の付録として出版され、重視される場合が多い。例えば、ソ連共産党マルクス＝レーニン主義研究所とドイツ社会主義統一党マルクス＝レーニン主義研究所が制作した、Marx-Engels Werke （日本語訳：大月書店版『マルクス＝エンゲルス全集』）では、『経済学批判』と同じ巻（第13巻）に収録されている。日本語訳でも、岩波文庫版および国民文庫版で付録として「序説」が収録されている（#日本語訳も参照のこと）。
草稿の一部である「資本制生産に先行する諸形態」（独: Formen, die der kapitalistischen Produktion vorhergehen、「諸形態」とも略される）は、『経済学批判』序言で示される史的唯物論の定式の元となった文章であり、歴史学を中心に特に注目された。ソ連では1939年にロシア語訳され、国際的に行われていたアジア的生産様式に関する議論に影響を与えた。イギリスの歴史学者のエリック・ホブズボームは、「諸形態」を英訳して長文の解説論文を執筆し、資本主義以前の歴史の発展段階は単線的なものではなく、複数のタイプが存在することを主張した。

## 内容

### 草稿の構成
- Bastiat und Carey （バスティアとケアリ）
- Einleitung zu den "Grundrisse der Kritik der politischen Ökonomie"　（「経済学批判要綱」への序説）
  - I. Produktion, Konsumtion, Distribution, Austausch (Zirkulation) （生産・消費・分配・交換（流通））
    - 1. Produktion（生産）
    - 2. Das allgemeine Verhältnis der Produktion zu Distribution, Austausch, Konsumtion（分配・交換・消費への生産の一般的関係）
    - 3. Die Methode der politischen Ökonomie（経済学の方法）
    - 4. Produktion, Produktionsmittel und Produktionsverhältnisse. Produkutionsverhältnisse und Verkehrsvehältnisse. Staats- und Bewußtseinsformen im Verhältnis zu den Produktions- und Verkehrsvehältnissen, Rechtsvehältnisse, Familienvehältnisse（生産、生産手段と生産関係、生産関係と交通関係、生産・交通関係との関係における国家・意識形態、法関係、家族関係）
- Grundrisse der Kritik der politischen Ökonomie - Erster Teil （経済学批判要綱・その一）
  - II. Das Kapitel vom Geld （貨幣にかんする章）
  - III. Das Kapitel vom Kapital （資本にかんする章）
    - Erster Abschnitt: Der Produktionsprozeß des Kapitals （第一の項目：資本の生産過程）
- Grundrisse der Kritik der politischen Ökonomie - Zweiter Teil （経済学批判要綱・その二）
  - III. Das Kapitel vom Kapital (Fortsetzung) （資本にかんする章・続き）
    - Zweiter Abschnitt: Der Zirkulationsprozeß des Kapitals （第二の項目：資本の流通過程）（この一部が「資本制生産に先行する諸形態」）
    - Dritter Abschnitt: Das Kapital als Frucht bringend. Zins. Profit. (Produktionskosten etc.) （第三の項目：果実をもたらすものとしての資本、利子、利潤、（生産費用、等々））

  - Ergänzungen zu den Kapiteln vom Geld und vom Kapital （貨幣にかんする章と資本にかんする章とへの補足）
  - 1. Wert （価値）
  - Gold-weighing Machines （金貨計量機）

（出典）新MEGA、『マルクス資本論草稿集1』および『同2』に基づく。

## 各国語での出版

### 原文（ドイツ語版）
- 1939–41年 マルクス＝エンゲルス＝レーニン研究所版
  - Karl Marx, Grundrisse der Kritik der politischen Ökonomie (Rohentwurf) 1857-58, Anhang 1850-59, (Marx-Engels-Lenin Institute, Moskow).
- 1953年 ディーツ版
  - Karl Marx, Grundrisse der Kritik der politischen Ökonomie (Rohentwurf) 1857-58, Anhang 1850-59, (Dietz Verlag, Berlin).
- 1976年 新MEGA版 第Ⅱ部門第1巻
  - MEGA, Zweite Abteilung, Band 1, Karl Marx, Ökonomie Manuskripte 1857/58, (Institut für Marxisums-Leninismus, Dietz Verlag, Berlin).

### 各国語訳
- 1958–65年 日本語訳
- 1962–78年 中国語訳
- 1967–68年 フランス語訳
- 1968–69年 ロシア語訳
- 1968–70年 イタリア語訳
- 1970–71年 スペイン語訳
- 1971–77年 チェコ語訳
- 1972年 ハンガリー語訳
- 1972–74年 ルーマニア語訳
- 1973年 英語訳
- 1974–75年 スロヴァキア語訳
- 1974–78年 デンマーク語訳
- 1979年 セルビア語訳
- 1985年 スロヴェニア語訳
- 1985–87年 ペルシア語訳
- 1986年 ポーランド語訳
- 1986年 フィンランド語訳
- 1989–92年 ギリシア語訳
- 1999–2003年 トルコ語訳
- 2000年 韓国語訳
- 2008年 ポルトガル語訳

（出典）英語版ウィキペディアより。全訳のみのリストであり、部分訳は載せていない。Musto, Marcello (ed.), Karl Marx's Grundrisse: Foundations of the Critique of Political Economy 150 Years Later, (Routledge, London/New York, 2008).

### 日本語訳
日本語訳は、「経済学批判要綱」の全訳が2つ（下のリストでは太字）、その他「経済学批判要綱への序説」、「資本制生産に先行する諸形態」の翻訳が複数ある。タイトルの日本語訳も一定しておらず、文献によっては「経済学批判大綱」、「経済学批判序説」、「資本主義的生産に先行する諸形態」などとするものも見られる。上にのべたように、「序説」については『経済学批判』の付録として扱われることもある。2015年現在、手に入りやすい版は岩波文庫版（序説）、ホブズボーム版（諸形態）、新日本版（序説）、マルクス・コレクション版（序説および諸形態）である。また、大月全集版（序説）や『マルクス資本論草稿集 1～2巻』（全訳）は多くの大学図書館が所蔵している。
- 『經濟學批判序説』、河上肇・宮川實訳、弘文堂書房・マルキシズム叢書第6冊、1927年
- 「資本制生産に先行する諸形態」、飯田貫一訳、『歴史学研究』129号、1947年9月
  - ロシア語版（1939年）からの重訳。
- 『資本制生産に先行する諸形態　カール・マルクス草稿』、飯田貫一訳、岩波書店、1949年
  - 上記の飯田訳の修正増補版。
- 『マルクス・エンゲルス選集 第9巻上』、マルクス・レーニン主義研究所編訳、大月書店、1951年
- 『世界大思想全集 第2期12巻 社会・宗教・科学思想篇 マルクス』、岡崎次郎・佐藤進訳、河出書房、1954年（序説および諸形態）
- 『経済学批判』、岩波文庫、1956年（序説）　ISBN  978-4003412503
- 『マルクス・エンゲルス選集 第5巻 史的唯物論』、小島恒久訳、新潮社、1957年（諸形態）
- 『経済学批判要綱（草案）』全5巻、高木幸二郎監訳、大月書店、1958-65年
  - マルクス＝エンゲルス＝レーニン研究所版およびディーツ版による世界最初の全訳。
- 『マルクス・エンゲルス選集 第7巻 経済学批判』、向坂逸郎訳、新潮社、1959年（序説）
- 『資本制生産に先行する諸形態』、岡崎次郎訳、青木文庫313、1959年（のち1980年再刊）
- 『資本主義的生産に先行する諸形態』、手島正毅訳、大月書店、1959年（のち国民文庫28、1963年　ISBN 4-272-80280-1）
- 『マルクス＝エンゲルス全集 第13巻 1859年-1860年』、大月書店、1964年（序説）
- 『新訳 経済学批判』、杉本俊郎訳、国民文庫4、1966年（序説）　ISBN 978-4272800407
- 『世界の大思想 第2期4巻（第21巻） マルクス』、岡崎次郎訳、河出書房、1967年（序説）
  - のちに『世界の大思想 ワイド版3-4 マルクス：経済学・哲学論集』、河出書房新社、2005年として再刊　ISBN 978-4309970745
- 『共同体の経済構造　マルクス『資本制生産に先行する諸形態』の研究序説』、市川泰治郎訳、未来社、1969年（のち1981年新版、2006年再刊）　ISBN 978-4624321727
  - 原著はエリック・ホブズボームによる「諸形態」の英訳・解説書。Eric J. Hobsbawm, Karl Marx: Pre-capitalist Economic Formations, (Lawrence & Wishart, 1964).
- 『マルクス＝エンゲルス8巻選集 第4巻』、大月書店、1974年（序説）
- 『マルクス資本論草稿集 1 1857-58年の経済学草稿 第1分冊』、資本論草稿翻訳委員会訳、大月書店、1981年　ISBN 4-272-10011-4
- 『マルクス資本論草稿集 2 1857-58年の経済学草稿 第2分冊』、資本論草稿翻訳委員会訳、大月書店、1993年　ISBN 4-272-10012-2
  - 新MEGA版による全訳。
- 『『経済学批判』への序言・序説』、宮川彰訳、新日本出版社・科学的社会主義の古典選書（序説）、2001年　ISBN 978-4406028479
- 『マルクス・コレクション 3』、木前利秋訳、筑摩書房、2005年（序説および諸形態）　ISBN 978-4480401137